# マウンテンリードバック
マウンテンリードバック（Redunca fulvorufula）は、哺乳綱ウシ目（偶蹄目）ウシ科リードバック属に分類される偶蹄類。

## 分布
ウガンダ東部、エチオピア南部、カメルーン、ケニア、タンザニア北部、ナイジェリア、ボツワナ、南アフリカ共和国東部、モザンビーク、レソト

## 形態
体長110-125センチメートル。尾長17-26センチメートル。肩高60-80センチメートル。体重20-30キログラム。リードバック属最小種。背面の毛衣は灰褐色で、頭部や頸部は赤褐色みを帯びる。喉、胴体や四肢腹面の毛衣は白い。
吻端にある体毛で被われない板状の皮膚（鼻鏡）は盛り上がらず、鼻穴より前方に突出しない。後肢基部内側（鼠蹊腺）に左右に2つずつ臭腺がある。 
オスにのみ先端が前方外側へ向かう短い角がある。角長13-23センチメートル。角の表面には5-8個の節がある。

## 分類
リードバック属内でも原始的な種と考えられ、山地に隔離分布しているのも元々は広域に分布していたが新しく出現した別種などが低地で優占種になったためと考えられている。
- Redunca fulvorufula fulvorufula (Afzelius, 1815) ケープマウンテンリードバック
- Redunca fulvorufula adamauae Pfeffer, 1962
- Redunca fulvorufula chanleri (Rothschild, 1895) ケニアマウンテンリードバック、チャンラーマウンテンリードバック　Chanler's mountain reedbuck

## 生態
標高5,000メートル以下の斜面にある岩の多い草原、藪地などに生息する。オス1頭と複数のメスや幼獣からなる12-35頭の群れを形成し生活する。
食性は植物食で、草、木の枝、葉などを食べる。

## 保全状態評価
R. f. adamauae
ENDANGERED (IUCN Red List Ver. 3.1 (2001))

R. f. chanleri　ケニアマウンテンリードバック
VULNERABLE (IUCN Red List Ver. 3.1 (2001))

R. f. fulvorufula　ケープマウンテンリードバック
LEAST CONCERN (IUCN Red List Ver. 3.1 (2001))